# Gabdulkhay Akhatov
Pour les articles homonymes, voir Akhatov.
Gabdulkhay Akhatov ou Gabdoulkhaï Akhatov (en russe : Габдулхай Хурамович Ахатов), né le 8 septembre 1927 dans le Tatarstan et mort le 25 novembre 1986, est un chercheur-linguiste, professeur et docteur ès sciences soviétique d'origine tatare.

## Carrière
Il est diplômé avec mention de l'institut pédagogique d'État de Kazan (1951) .
De 1954 à 1986, Akhatov est chef du Département de langue et de littérature tatares dans diverses universités et instituts de l'URSS, ainsi qu'établissements d'excellence dans l'enseignement supérieur soviétique.
Il a publié environ 200 articles scientifiques. Ses travaux scientifiques ont été très appréciés au XIIIe Congrès International des Linguistes de (Tokyo, 1982).
Akhatov est l'auteur d'ouvrages scientifiques fondamentaux, de dictionnaires, des manuels, etc.